# Microespressioni
Le microespressioni  sono quelle espressioni emozionali del volto che hanno una brevissima durata, ovvero un quarto di secondo. Se superano questa durata sono definite semplicemente espressioni di mimica facciale.
Tutte le espressioni emozionali possono presentarsi come microespressioni. Esse sono ricche di significato in quanto rivelano appieno un'emozione nascosta.
Le microespressioni sono state scoperte da E. A. Haggard e K. S. Isaacs nel 1966 durante l'analisi del comportamento non verbale in psicoterapia. Lo studio delle microespressioni venne approfondito successivamente altri autori, come Paul Ekman, che ne teorizzò l'universalità sulla base degli studi di Charles Darwin. Tali contributi risultano preziosi anche nelle applicazioni dell'analisi del comportamento facciale in vari settori, nonché nel proseguimento della ricerca sperimentale.
A differenza delle normali espressioni, è molto difficile controllare le microespressioni e spesso svelano, come i lapsus, intenzioni nascoste o emozioni che non si vogliono mostrare. Vengono perciò utilizzate dagli esperti di "psicologia della menzogna" per scoprire la verità. Se non si ha un particolare talento o una grande esperienza, per riconoscere con certezza una microespressione è preferibile registrare un filmato e usare il fermo-immagine.
Grazie allo schema di Ekman e ai primi studi del professor Haggard e Isaacs è molto più facile e veloce riconoscere le basi delle espressioni principali.. È molto difficile riconoscere quelle vere da quelle false o provate. Un altro punto fondamentale nella micro-espressione è la differenza tra l’umore e l’emozione perché vengono espresse in modi diversi, ma sono difficili da riconoscere l’uno dall’altra se non si conoscono le basi della micro-espressioni.

## Storia della microespressione
La microespressività fu scoperta per prima da E. A. Haggard e K. S. Isaacs nel 1966 mentre analizzavano delle immagini da dei filmati di psicoterapia in cerca di segni non verbali tra loro e i pazienti. Per esempio esaminando numerose volte a rallentatore il filmato di un colloquio svolto con una paziente psichiatrica di nome Mary, che cercava di dissimulare il suo piano di suicidio, Friesen e Haggard rilevarono una micro-espressione di tristezza, subito coperta da un sorriso. Dopo diversi anni di studio vengono approfondite da psicologi come Paul Ekman. Nel 1972 grazie al suo approfondimento sugli studi di Charles Darwin e a quelli di Haggard e Isaacs trovò le emozioni che oggi giorno sono quelle riconosciute universalmente: rabbia, gioia, tristezza, disgusto, paura, sorpresa e disprezzo. In questi anni viene creato da parte di Ekman uno schema facciale che riproduce i primi segni di come riconoscere le diverse espressioni in modo semplice.Ekman in seguito ha lavorato con il collega ricercatore W.V. Friesen per mappare i 43 muscoli facciali responsabili dielle sette micro-espressioni principali. I muscoli sono stati codificati in un sistema chiamato Facial Action Coding System (FACS). Questo sistema di codifica permette ai programmatori umani di codificare manualmente quasi ogni possibile espressione del viso. Questo può essere utile per determinare come e quanto depressa una persona è o quanto trauma cerebrale ha subito. Grazie a questi studi e schemi la micro-espressività è diventata una parte base dello studio dalla psicanalisi e della psicologia. [5] [6]

## Umore vs Emozione
L’umore e il sentimento si assomigliano molto, ma vengono espressi in modi e tempi diversi. È molto importante saper distinguere l’umore dall’emozione, la differenza più importante è che l’umore a differenza dell’emozione è uno stato d’animo che può durare più a lungo, per esempio, “oggi sono di buon umore”, invece un’emozione è molto più breve, può apparire e sparire in pochi minuti o anche in pochi secondi. Inoltre l’umore spesso non nasce da un motivo reale e non modifica con segni troppo evidenti la nostra espressione, questo però modifica il nostro modo di affrontare le situazioni. Come è stato detto prima è abbastanza difficile scorgere un cambiamento nell’espressione di una persona, ma se si è abituati ad osservare una persona sempre arrabbiata è molto facile scorgere delle diverse micro-espressioni se per una volta prova un’emozione diversa dalla rabbia. Quando invece si crea un’emozione siamo subito in grado di capire di quale si tratti. È molto facile che si possano vedere su persone che sono molto espressive, ma se la persona che si sta analizzando è poco espressiva è molto più difficile trovare certi cambiamenti nel viso del soggetto. Le emozioni possono essere definite come un complesso schema di variazioni. [8] [4]

## Tipologia
Esse sono pressappoco le stesse mimiche facciali che appaiono nelle espressioni;anomalie tra il parlato e la mimica, una mimica sforzata e altro possono essere indicatori di menzogna o reticenza. Le emozioni possono esprimersi in più di sette mila espressioni facciali. Le più importanti e riconosciute universalmente che sono studiate attraverso la micro-espressione sono: 
- disgusto: solitamente il disgusto si presenta quando una persona si ritrova di fronte ad un alimento che la mente considera nocivo oppure quando si presenta una scena così detta disgustosa o poco piacevole. Solitamente si esprime con il rovescio della bocca verso il basso, il naso si arriccia. Le sopracciglia si abbassano e si avvicinano creando delle rughe verticali sulla fronte, mentre le palpebre si alzano creando rughe alla radice del naso e agli angoli esterni degli occhi creando le così dette zampe di gallina. Le labbra contraendosi e curvando l’estremità delle labbra verso il basso creando delle rughe che partono sotto il naso e continuando fino agli angoli della bocca.
- disprezzo: il disprezzo fa assumere al volto un’espressione particolare, che riporta e viene molte volte scambiato come disgusto o un atteggiamento provocatorio. Nell’espressione di disprezzo si nota un pronunciato innalzamento di un solo sopracciglio, anche chiamato il “ sopracciglio sprezzante” che ha come conseguenza la creazione di rughe concentriche al di sopra di esso. Il labbro superiore si alza dallo stesso lato, fino a quasi scoprire il canino. L’angolo della bocca che si solleva, provoca un innalzamento della guancia, che a sua volta crea delle rughe sul lato esterno dell’occhio. Se invece il soggetto mantiene il sopracciglio sollevato e la bocca chiusa, l’espressività cambia da disprezzo a una forma di superiorità.
- tristezza: la tristezza è un’emozione che è universalmente riconosciuta. Le sopracciglia si avvicinano e si sollevano nella parte interna facendo salire anche l’angolo interno delle palpebre superiori. Se le sopracciglia si avvicinano senza rialzarsi la pelle della fronte prende una forma di increspatura a forma di ferro di cavallo. Gli angoli della bocca vengono spinti verso il basso, il labbro inferiore comincia ad avere dei piccoli tremolii. Si riesce anche a notare una mancanza di tono muscolare, rendendo la faccia inespressiva e cadente.
- paura: le sopracciglia si sollevano, si distendono e si avvicinano e infatti si creano delle piccole rughe orizzontali sulla fronte. Gli occhi si spalancano sempre di più e lo sguardo resta fisso nella direzione di ciò che spaventa. La bocca resta aperta tesa, ma con gli angoli della bocca che tendono leggermente verso il basso, mentre le narici si dilatano.
- rabbia: solitamente la rabbia viene espressa con la fronte che si contrae formando delle rughe verticali tre le sopracciglia. La palpebra superiore viene spinta verso il basso dal movimento delle sopracciglia. Lo sguardo diventa fisso e gli occhi si fanno stretti tra le palpebre, diventano brillanti e possono perdere la simmetria. Le narici si dilatano, assumendo un'espressione molto simile a quella di un toro. Le labbra si contraggono e la bocca può assumere diverse espressioni. La bocca può aprirsi mostrando i denti fino ai canini inferiori e la mascella vieni spinta verso il davanti come se volesse mordere, solitamente l’espressione viene accompagnata da urla e da insulti. La voce sembra strozzarsi in gola e diventa rauca e stonata. Quando invece la bocca rimane chiusa, con le labbra e i denti serrati, vuol dire che la persona presa dall’ira sta cercando di trattenersi.
- sorpresa: la sorpresa è una delle emozioni più rapide e brevi, dura pochi attimi giusto per far capire cosa sta succedendo davanti agli occhi del soggetto. Le sopracciglia si alzano, si allontanano e si curvano allo stesso tempo creando delle piccole rughe che seguono la linea delle sopracciglia stesse- gli occhi si spalancano per vedere meglio, la bocca prende la forma a “O” che esprime sorpresa che può anche essere accompagnata da un vocalizzo “Ooh”.
- gioia: la fronte si distende e lo sguardo appare brillante e vivace, le palpebre inferiori si sollevano e formano delle piccole rughe tutto intorno agli occhi. Le guance si gonfiano e si sollevano allo stesso tempo. La bocca si stira sollevando gli angoli della bocca. Il naso si arriccia e l’apertura della bocca crea delle profonde pieghe naso-labiali.  [8] [6]

## Come riconoscere le espressioni false
Solitamente le espressioni più vere sono le più difficili da riconoscere, un’espressione falsa è subito facile da identificare. Per esempio per gioia un sorriso non sincero e forzato è molto facile da distinguere. Magari la persona sta sorridendo, ma in realtà lo sguardo e gli occhi dicono tutt’altra cosa che fa capire alla persona che sta facendo un'analisi dell’espressione sarà subito capace di capire che quella espressa non è vera. Partendo proprio dai piccoli dettagli, come le rughe vicino agli occhi oppure se la bocca è chiusa le rughe vicino alla bocca vengono a mancare. Quello che si deve sempre guardare mentre si cerca di capire un’espressione devono essere i micro movimenti e il cambiamento della muscolatura facciale. Basta pensare alle caratteristiche principali che ogni emozione comporta all’espressione e guardare quali mancano o sono forzate. Riuscire ad identificare queste microespressioni ci permette di capire cosa stia provando la persona. Un angolo sollevato per pochi secondi maschera la soddisfazione per quanto è successo, anche se magari a parole sta esprimendo un profondo dispiacere , quel piccolo segnale può mettere in evidenza che in realtà la persona è ben più contenta di quello che sta succedendo. Il viso è sia capace di mentire e dire la verità allo stesso tempo e spesso lo si fa contemporaneamente. Quindi contiene due messaggi: quello che il bugiardo vuole dimostrare e ciò che sta cercando di nascondere.  [6] [7] 